# Blennidus
Blennidus is een geslacht van kevers uit de familie van de loopkevers (Carabidae). De wetenschappelijke naam van het geslacht is voor het eerst geldig gepubliceerd in 1865 door Motschulsky.

## Soorten
Het geslacht Blennidus omvat de volgende soorten:
- Blennidus aberrans (Straneo, 1985)
- Blennidus amaluzanus Moret, 2005
- Blennidus andinus (Straneo, 1991)
- Blennidus angularis (Straneo, 1985)
- Blennidus antisanae (Bates, 1891)
- Blennidus anxius (Tschitscherine, 1898)
- Blennidus aratus (Solier, 1849)
- Blennidus atahualpa Moret, 1996
- Blennidus aulacostigma (Tschitscherine, 1897)
- Blennidus azurescens Straneo, 1986
- Blennidus balli (Straneo, 1991)
- Blennidus bellator Moret, 2005
- Blennidus bellesi (Straneo, 1993)
- Blennidus bistriatus Straneo, 1951
- Blennidus blairi (Vandyke, 1953)
- Blennidus blandus (Erichson, 1834)
- Blennidus bordoni (Straneo, 1993)
- Blennidus calathoides (G.R.Waterhouse, 1845)
- Blennidus casalei Moret, 2005
- Blennidus catharinianus (Emden, 1949)
- Blennidus chinchillanus Moret, 2005
- Blennidus crassus (Straneo, 1993)
- Blennidus curtatus (Straneo, 1993)
- Blennidus cuzcanus Straneo, 1986
- Blennidus darlingtoni (Straneo, 1951)
- Blennidus davidsoni (Straneo, 1985)
- Blennidus davidsonianus Moret, 2005
- Blennidus dianae Camero, 2006
- Blennidus diminutus (Chaudoir, 1878)
- Blennidus dryas Moret, 1995
- Blennidus duncani (Vandyke, 1953)
- Blennidus ecuadorianus (Straneo, 1991)
- Blennidus egens (Tschitscherine, 1898)
- Blennidus equadoricus (Straneo, 1954)
- Blennidus euphaenops (Tschitscherine, 1898)
- Blennidus ferrugineicornis Motschulsky, 1866
- Blennidus filicornis (Straneo, 1993)
- Blennidus fontainei (Tschitscherine, 1900)
- Blennidus formosus Moret, 1995
- Blennidus foveatus Straneo, 1951
- Blennidus franzanus (Straneo, 1972)
- Blennidus galapagoensis (G.R.Waterhouse, 1845)
- Blennidus gaujoni Moret, 1995
- Blennidus gregarius Moret, 1996
- Blennidus hebes (Tschitscherine, 1898)
- Blennidus idioderus (Tschitscherine, 1898)
- Blennidus inca (Tschitscherine, 1898)
- Blennidus inops (Tschitscherine, 1898)
- Blennidus insularis (Boheman, 1858)
- Blennidus integer (Bates, 1891)
- Blennidus jelskii (Tschitscherine, 1897)
- Blennidus kochalkai (Straneo, 1985)
- Blennidus laevigatus (Straneo, 1951)
- Blennidus laevis (Straneo, 1951)
- Blennidus languens (Tschitscherine, 1898)
- Blennidus laterestriatus (Chaudoir, 1876)
- Blennidus laurentianus Straneo, 1986
- Blennidus leleuporum (Reichardt, 1976)
- Blennidus liodes (Bates, 1891)
- Blennidus longiloba (Straneo, 1993)
- Blennidus marlenae Moret, 1995
- Blennidus marsyasicus (Straneo, 1951)
- Blennidus mateui (Straneo, 1993)
- Blennidus mathani Moret, 1995
- Blennidus mauritii Straneo, 1986
- Blennidus mediolaevis (Chaudoir, 1876)
- Blennidus mesotibialis (Straneo, 1993)
- Blennidus meticulosus (Dejean, 1831)
- Blennidus minor (Straneo, 1993)
- Blennidus minutus (Straneo, 1951)
- Blennidus montanus (Straneo, 1951)
- Blennidus mucronatus Moret, 1996
- Blennidus mutchleri (Vandyke, 1953)
- Blennidus negrei (Straneo, 1993)
- Blennidus nemorivagus Moret, 1995
- Blennidus nigritulus (Straneo, 1993)
- Blennidus obscuripennis (Solier, 1849)
- Blennidus olivaceus (Tschitscherine, 1897)
- Blennidus onorei (Straneo, 1991)
- Blennidus orbicollis (Straneo, 1993)
- Blennidus pachycerus (Tschitscherine, 1897)
- Blennidus parmatus Moret, 1996
- Blennidus parvulus (Solier, 1849)
- Blennidus pascoensis (Straneo, 1954)
- Blennidus peruvianus (Dejean, 1828)
- Blennidus phaenogonus (Tschitscherine, 1898)
- Blennidus pichinchae (Bates, 1891)
- Blennidus planatus (Straneo, 1972)
- Blennidus plaumanni (Emden, 1949)
- Blennidus podocarpi Moret, 1995
- Blennidus poeciloides (Straneo, 1953)
- Blennidus poncei (Straneo, 1991)
- Blennidus pseudoperuvianus Straneo, 1986
- Blennidus quadrilamatus Straneo, 1986
- Blennidus rectangulus (Straneo, 1993)
- Blennidus refleximargo (Straneo, 1993)
- Blennidus robustulus (Straneo, 1954)
- Blennidus rufescens (Solier, 1849)
- Blennidus sanchezi Moret, 2005
- Blennidus sciakyi (Straneo, 1991)
- Blennidus smaragdinus (Straneo, 1951)
- Blennidus solivagus Moret, 2005
- Blennidus somnians (Tschitscherine, 1898)
- Blennidus strictibasis (Straneo, 1991)
- Blennidus striolatus (Straneo, 1951)
- Blennidus subcordatus (Straneo, 1951)
- Blennidus sublaevis (Straneo, 1993)
- Blennidus sublustris (Tschitscherine, 1898)
- Blennidus tardus (Tschitscherine, 1898)
- Blennidus tenenbaumi (Lutshnik, 1927)
- Blennidus thoracatus Moret, 2005
- Blennidus ticlianus (Straneo, 1993)
- Blennidus touzeti Moret, 1996
- Blennidus uniformis (Straneo, 1951)
- Blennidus unistria (Straneo, 1993)
- Blennidus vancuveriensis (Chaudoir, 1878)
- Blennidus vereshaginae (Straneo, 1993)
- Blennidus vignai Moret, 2005
- Blennidus viridans Moret, 1995
- Blennidus waterhousei (Vandyke, 1953)
- Blennidus williamsi (Vandyke, 1953)